# Saint-Omer
Saint-Omer [sɛ̃.t‿omɛʁ] (niederländisch Sint-Omaars) ist eine nordfranzösische Stadt mit 14.358 Einwohnern (Stand 1. Januar 2022) im Département Pas-de-Calais und der Region Hauts-de-France. Seine Einwohner werden Audomarois genannt. Die nach dem heiligen Audomar benannte Stadt ist Verwaltungssitz des Arrondissements Saint-Omer und des Gemeindeverbands Pays de Saint-Omer.

## Lage und Klima
Saint-Omer liegt ca. 45 km (Fahrtstrecke) südlich von Dünkirchen bzw. südöstlich von Calais; Boulogne-sur-Mer ist etwa 50 km in westlicher Richtung entfernt. Sie wird vom Fluss Aa durchquert, der unterhalb von Saint-Omer Richtung Nordsee für die Schifffahrt kanalisiert wurde. Die Fortsetzung dieses Wasserweges nach Südosten bildet der Canal de Neuffossé. Beide sind Teil des Großschifffahrtsweges Dünkirchen-Schelde. Die Gemeinde gehört zum Regionalen Naturpark Caps et Marais d’Opale. Das Klima wird in hohem Maße bestimmt durch die südliche Nordsee bzw. den Ärmelkanal.

## Bevölkerungsentwicklung
| Jahr                       | 1800   | 1851   | 1901   | 1954   | 1999   | 2021   |
| Einwohner                  | 20.109 | 22.054 | 20.867 | 19.280 | 15.747 | 14.661 |
| Quellen: Cassini und INSEE |        |        |        |        |        |        |

## Wirtschaft
Das Wirtschaftsleben von Saint-Omer und seiner Umgebung ist landwirtschaftlich geprägt. Die Urbarmachung der Sümpfe des marais audomarois erlaubte die Viehzucht und den Gemüseanbau; darüber hinaus ist der Landstrich zu einer touristischen Attraktion geworden. Nicht zuletzt ist Saint-Omer ein wichtiger Sitz von Verwaltungen und Jurisdiktion.
Die Brasserie de Saint-Omer hat hier ihren Sitz.

## Geschichte
Saint-Omer wurde erstmals im 7. Jahrhundert unter dem älteren Namen Sithieu erwähnt. Hier stiftete Adroald auf den Rat des heiligen Audomar (Saint Omer, von dem der Name der Stadt herrührt), des Bischofs von Thérouanne, die Abtei Saint-Bertin. Zu dessen erstem Abt setzte Audomar um 654 den Mönch Bertinus ein, nach dem das Kloster benannt wurde. Audomar stiftete bei dem Kloster eine Kirche und wurde hier um 670 begraben. Childerich III., der letzte fränkische König aus der Dynastie der Merowinger, starb um 755 in Saint-Omer. Die Normannen verwüsteten den Ort um 860 und 880, mussten aber bei einem um 890 erfolgten neuerlichen Angriff feststellen, dass Balduin II., Graf von Flandern, den Ort und das dortige Kloster mit für sie nicht überwindbaren Mauern umgeben hatte. 1071 erlitten Graf Arnulf III. von Flandern und König Philipp I. von Frankreich in der Nähe Saint-Omers in der ersten Schlacht von Cassel eine Niederlage durch Robert den Friesen. 1127 verlieh Wilhelm I. Clito dem Ort das Kommunalrecht.
Die Stadt gehörte zur Grafschaft Artois und mit dieser zu Burgund. 1469 schloss hier Herzog Siegmund von Österreich-Tirol, der mit den Schweizer Urkantonen auf Kriegsfuß stand, einen Vertrag mit Karl dem Kühnen, laut dem er Letzterem gegen die Zahlung von 50 000 Gulden Gebiete im Breisgau und Oberelsass verpfändete. 1493 kam die Stadt an die Spanischen Niederlande. Im Zuge der Neuordnung der Jurisdiktionen in den Siebzehn Provinzen wurde 1559 das Bistums gegründet. Es bestand bis zum Konkordat zwischen Napoleon und dem Heiligen Stuhl (1801).
Frankreich machte zwischen 1551 und 1596 vergebliche Angriffe auf Saint-Omer, ebenso während des Dreißigjährigen Kriegs in den Jahren 1638 (unter Kardinal Richelieu) und 1647. Schließlich eroberte der Herzog von Orléans 1677 die Stadt im Auftrag Ludwigs XIV., nachdem er sie 17 Tage belagert und den zum Entsatz anrückenden Prinzen Wilhelm von Oranien in der dritten Schlacht bei Cassel geschlagen hatte. Im Frieden von Nimwegen 1678 wurde sie von den Spanischen Niederlanden an Frankreich abgetreten. Noch 1683 klagte Vauban, Saint-Omer sei „noch nicht richtig deespaniolisiert“.
Prinz Eugen und der Herzog von Marlborough belagerten Saint-Omer 1711 vergeblich. Zur Erinnerung an dieses Ereignis wurde 1884 ein Denkmal für Jacqueline Robin errichtet, welche die hungernde Besatzung der Festung unter Lebensgefahr durch Lebensmittelzufuhr gerettet hatte.
Während der Restauration befand sich dort das aus etwa 6000 Mann bestehenden permanente Lager von Saint-Omer. Nach den Juliordonnanzen König Karls X. (1830) waren dessen Soldaten bereits gegen Paris aufgebrochen, um der Regierung beizustehen; da traf die Nachricht von der Julirevolution ein und die Truppen erklärten sich für die Sache des Volkes. Im Jahr 1892 wurde Saint-Omer als Festung aufgelassen.

## Sehenswürdigkeiten

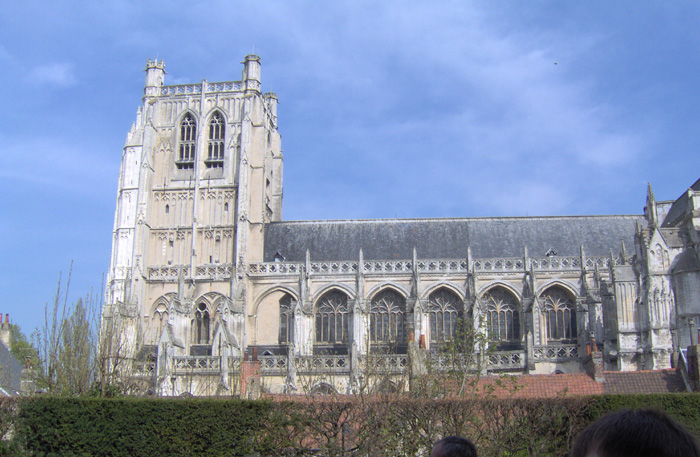
Kathedrale Notre-Dame

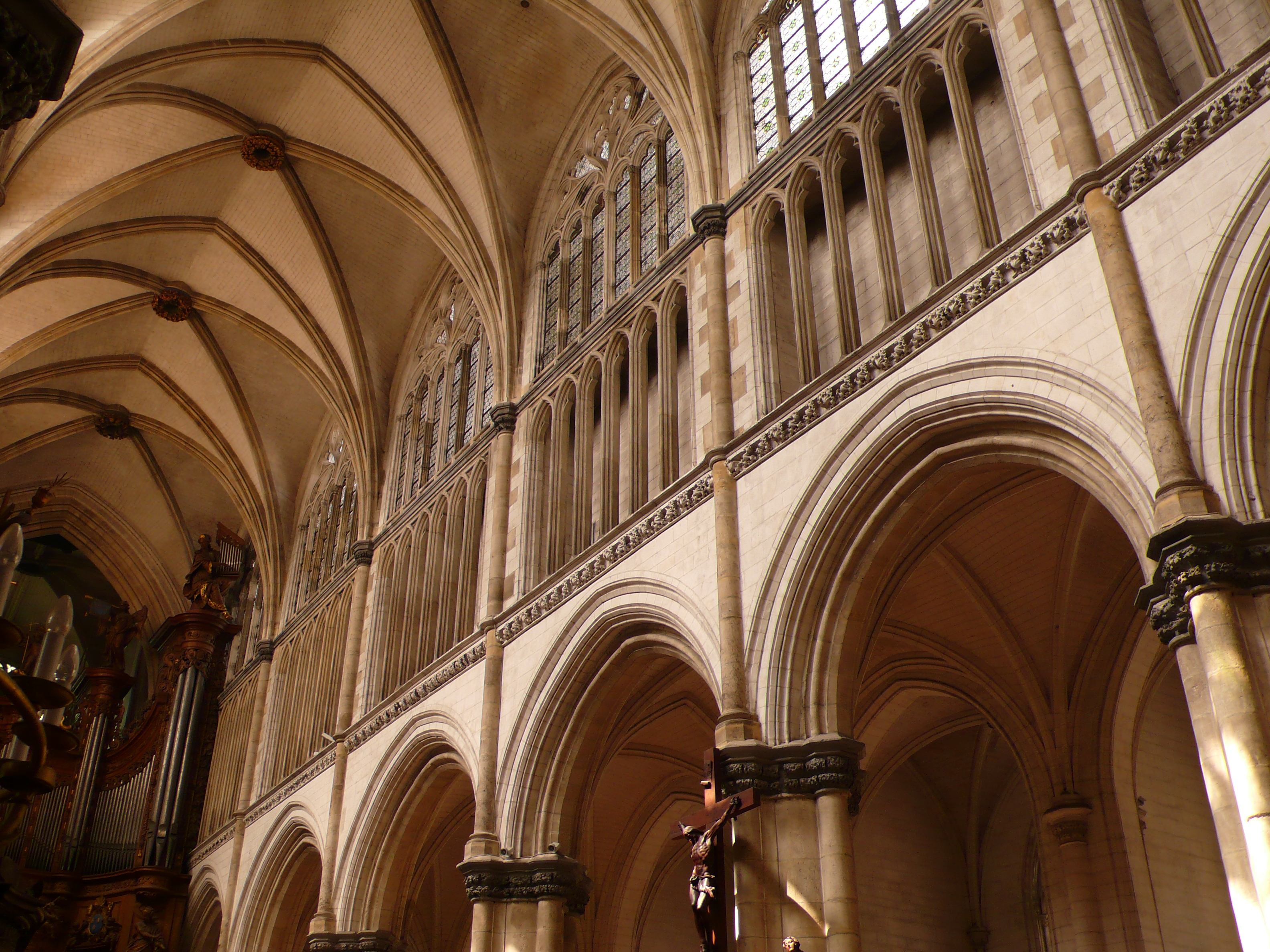
Kathedrale Notre-Dame, Mittelschiff, Wandaufriss

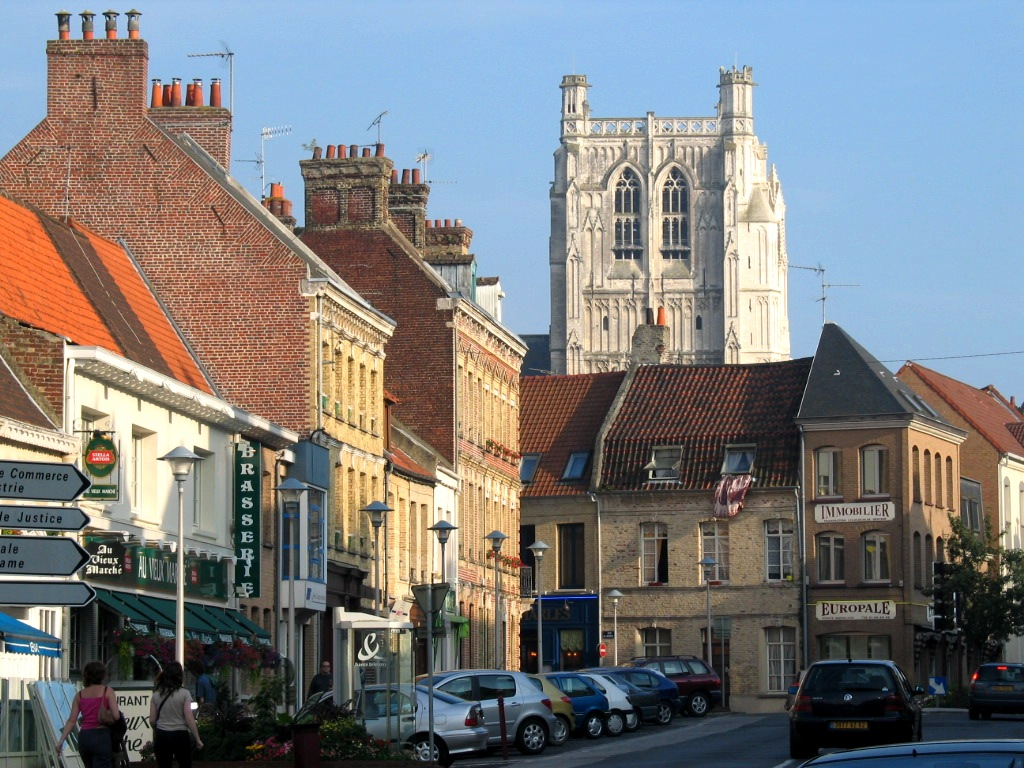
Blick auf die Kathedrale

Saint-Omer hat folgende Sehenswürdigkeiten:
- Die Kathedrale Notre-Dame de Saint-Omer (Liebfrauenkirche), ursprünglich eine kleinere Kapelle aus dem 7. Jahrhundert, erhielt durch einen Erweiterungsbau aus dem 13. bis 16. Jahrhundert ihre heutige Größe; sie wurde 1561, nachdem Karl V. die etwa 15 km südlich gelegene Stadt Thérouanne hatte zerstören lassen, zur Kathedrale erhoben. Sie beherbergt das Kenotaph Audomars und ein Gemälde von Rubens, das die Kreuzabnahme zeigt.
- Die gotische Kirche Saint-Denis (Dionysius von Paris) aus dem 13. Jahrhundert enthält mehrere Grabmäler, darunter das von Guillaume Fillastre, Bischof von Tournai, Kanzler des Ordens vom Goldenen Vlies, † 1473.
- Die Kirche Saint-Sépulcre (Heiliges Grab) wurde in Erinnerung an drei regionale Barone errichtet, die an den Kreuzzügen teilnahmen.
- Die Abtei Saint-Bertin wurde errichtet zwischen 1250 und 1520 und durch die Gemeinde 1830 abgerissen, so dass heute nur noch Ruinen zu sehen sind.
- Die Kapelle des ehemaligen Jesuitenkollegs im Stil der italienischen Renaissance wurde errichtet zwischen 1615 und 1640.
- Das ehemalige bischöfliche Seminar im flämischen Stil wurde erbaut zwischen 1605 und 1625.
- Der heutige Justiz- und frühere Bischofspalast, erbaut zwischen 1680 und 1684, erhielt 1795 während der Französischen Revolution seine neue Bestimmung.
- Das ehemalige Hospital, 1702 wurde im Auftrag von Louis-Alphonse de Valbelle, einem von Ludwig XIV. ernannten Bischof von Saint-Omer, nach Plänen von Bernard Joseph de Neufville errichtet.
- Das Museum Hôtel Sandelin ist untergebracht in einem der ortstypischen eleganten Bürgerhäuser des 17./18. Jahrhunderts.
- Die Bibliothèque Municipale enthält seltene Handschriften aus der ehemaligen Abtei St-Bertin, eine Gutenbergbibel sowie ein 2014 identifiziertes Exemplar des First Folio der Werke William Shakespeares[2]
- Der Jardin public des Architekten Guinoiseau (20. Jahrhundert) wurde in den Gräben der von Vauban errichteten Festung angelegt.
- Das Quartier du Haut-pont ist ein altes bäuerliches, von der kanalisierten Aa durchflossenes Viertel mit zeittypischen Fassaden.
- La Coupole – Raketenabschussanlage aus dem Zweiten Weltkrieg
- Flugplatz Saint-Omer-Wizernes – ebenfalls mit Überresten aus der Zeit des Zweiten Weltkriegs

## Städtepartnerschaften
Saint-Omer pflegt Partnerschaften zu folgenden europäischen Städten:
- Deal in der englischen Grafschaft Kent seit 1965
- Detmold in Nordrhein-Westfalen (Deutschland) seit 1969
- Ypern/Ypres/Ieper in Flandern (Belgien) seit 1980
- Żagań (Sagan) in Polen seit 2015

## Persönlichkeiten
- Audomar (um 600–670), Bischof von Thérouanne, unter dem Namen Saint Omer heiliggesprochen
- Gottfried von Saint-Omer, Gründungsmitglied des Templerordens im Jahr 1118
- Suger von Saint-Denis (1081–1151), Abt von St. Denis bei Paris und Begründer der Gotik
- Bruno d’Affringues (1549–1632), Jurist und Kartäuser
- Albert Louis Valentin Taviel (1767–1831), General der Artillerie
- Lazare Hippolyte Carnot (1801–1888), Politiker und Publizist
- Auguste Paris (1826–1896), Politiker
- Alexandre Ribot (1842–1923), Politiker, Staatsrat und Ministerpräsident
- Henri Luc (1855–1925), Mediziner, Pionier der Ohrchirurgie
- Adolphe Hennebains (1862–1914), Flötist und Hochschullehrer
- Victor Cadet (1878–1911), Schwimmer und Wasserballspieler
- Florence Fourcade (* 1961), Jazzmusikerin
- Julie Machart (* 1989), Fußballspielerin